# 久保田結衣
久保田結衣（くぼた ゆい、1990年9月14日 - ）は、岐阜県出身の日本のタレント、モデル、パーソナリティ。
　
血液型はO型。おとめ座。身長164cm。趣味は笑う事、ショッピング、ファッション。特技は柔軟、新体操、持久走。

## 出演作品

### ラジオ
- MOZAIKU NIGHT〜No.1 Music Factory〜 Thursday "YUI YUI PARTY"（bayfm78。2010年4月〜）

### CM
- モード学園「戦闘モード篇」（2007年）
- PENTY'S2005カタログモデル（2005年）

### 雑誌
- PENTY'S2005カタログモデル